# 16 Eskadra Lotnictwa Łącznikowego
16 Eskadra Lotnictwa Łącznikowego (16 elł) – pododdział lotniczy Marynarki Wojennej.

## Formowanie i zmiany organizacyjne
W 1954 roku, na bazie kluczy łącznikowych istniejących w etatach dowództwa 33 Dywizji Lotnictwa Marynarki Wojennej i 30 Pułku Lotniczego Marynarki Wojennej sformowano 16 Eskadrę Lotnictwa Łącznikowego. W etacie eskadry nr 35/246 przewidziano 37 żołnierzy.
Eskadra stacjonowała na lotnisku w Babich Dołach.
W 1956 roku 16 Eskadra Lotnictwa Łącznikowego została rozformowana

## Dowódcy eskadry
Wykaz dowódców pułków podano za: Józef Zieliński [red.]: Polskie lotnictwo wojskowe 1945-2010. s. 182.
- kpt. pil. Hilary Zarucki (1954 - 1955)
- kpt. mar. pil. Stanisław Juchnik (1955 - 1956)